# Jim Chapin
Jim Chapin właściwie James F. Chapin (ur. 23 lipca 1919 roku w Nowym Jorku, zm. 4 lipca 2009 roku), amerykański muzyk i instrumentalista, wirtuoz i twórca nowoczesnej sztuki gry na instrumentach perkusyjnych.
Jeden z najbardziej rozpoznawalnych i utytułowanych muzyków w historii muzyki rozrywkowej, określany również jako "The Drum Professor". Autor opublikowanej w 1948 roku Advanced Techniques for the Modern Drummer cenionego przewodnika instruktażowego dla perkusistów. W 1995 roku został wprowadzony do Percussive Hall of Fame.

## Wideografia
- Jim Chapin: Speed, Power, Control, Endurance (DVD, 2009, Alfred Publishing)

## Publikacje
- Music Minus One Drums: Wipe Out, 1995, Music Minus One ISBN 978-1-59615-118-5
- Music Minus One Drums: Modern Jazz Drumming, 1995, Music Minus One, ISBN 978-1-59615-116-1
- Advanced Techniques for the Modern Drummer: Coordinated Independence as Applied to Jazz and Be-Bop, 2002, Alfred Music, ISBN 978-0-7579-9540-8